# コートニー・ジョーンズ
コートニー・ジョーンズ（Courtney Jones、1933年4月30日 - ）は、イギリス出身の男性フィギュアスケート選手。1957年、1958年、1959年、1960年世界フィギュアスケート選手権アイスダンスチャンピオン。パートナーはジューン・マーカムとドレーン・デニー。

## 経歴
- 1955-56年シーズンよりジューン・マーカムと組み国際大会へ出場。
- 1957年、1958年世界フィギュアスケート選手権優勝。
- 1957年、1958年ヨーロッパフィギュアスケート選手権優勝。
- 1958-59年シーズンよりドレーン・デニーと組む。
- 1959年、1960年世界フィギュアスケート選手権優勝。
- 1959年、1960年、1961年ヨーロッパフィギュアスケート選手権優勝。
- 1986年世界フィギュアスケート殿堂入り。

## 主な戦績
| 大会/年    | 1955-56 | 1956-57 | 1957-58 | 1958-59 | 1959-60 | 1960-61 |
| ---------- | ------- | ------- | ------- | ------- | ------- | ------- |
| 世界選手権 | 2       | 1       | 1       | 1       | 1       | 中止    |
| 欧州選手権 | 2       | 1       | 1       | 1       | 1       | 1       |

1957-58年まではジューン・マーカムとのカップル。
1958-59年よりドレーン・デニーとのカップル。